# IDEX Corporation
Die IDEX Corporation mit Sitz in Northbrook (Illinois) ist ein 1988 gegründetes US-amerikanisches börsennotiertes Unternehmen, das sich mit der Entwicklung, Konstruktion und Herstellung von Fluidiksystemen und technischen Spezialprodukten befasst. Die Produkte der IDEX Corporation, zu denen Pumpen, Spannsysteme, Durchflussmesser, optische Filter, Pulververarbeitungsgeräte, hydraulische Rettungsgeräte und Feuerlöschgeräte gehören, werden in einer Vielzahl von Branchen eingesetzt, von der Landwirtschaft bis zur Halbleiterherstellung. Sie wurde gegründet, als Kohlberg Kravis Roberts mehrere Geschäftsbereiche von Houdaille Industries kaufte, die vor kurzem von KKR an Tube Instruments verkauft worden waren. TI behielt das Geschäft mit Dichtungen von John Crane.
Der Name des Unternehmens ist ein Akronym für „Innovation, Diversity, and Excellence“, auf Deutsch „Innovation, Vielfalt und Exzellenz“.
Zu den Geschäftsbereichen gehören:
- Fluid- und Dosiertechnik
- Gesundheit und wissenschaftliche Technologien
- Ausrüstung für die Abgabe
- Feuer & Sicherheit/Diversifizierte Produkte

Im Juni 2018 kündigte die IDEX Corporation die Übernahme von Phantom Controls, Incorporated an.